# Horacio Salaberry
Horacio Salaberry (sinh ngày 3 tháng 4 năm 1987) là một cầu thủ bóng đá người Uruguay. Hiện tại anh thi đấu cho LDU Quito ở Ecuadorian Serie A.